# Glyphodella vadonalis
Glyphodella vadonalis is een vlinder uit de familie van de grasmotten (Crambidae), uit de onderfamilie van de Spilomelinae. De wetenschappelijke naam van deze soort is voor het eerst voorgesteld als Diastictis vadonalis door Pierre Viette in een publicatie uit 1958.
De soort komt voor in Madagaskar.